# Doña Francisquita (pel·lícula de 1952)
Doña Francisquita és una pel·lícula espanyola de 1952 dirigida per Ladislao Vajda, basat en la sarsuela homònima amb llibret de Federico Romero Sarachaga i Guillermo Fernández-Shaw, basada al seu torn en la comèdia La discreta enamorada de Félix Lope de Vega, amb música del mestre Amadeu Vives. Fou adaptada lliurement d'una versió anterior de 1934.
Aquesta pel·lícula va ser presentada al 6è Festival Internacional de Cinema de Canes de 1953.

## Sinopsi
Francisquita estima en secret Fernando, però aquest s'ha enamorat d'Aurora, una madrilenya castissa acostumada a coquetejar amb tots els homes. Cardona és un amic de Fernando que decideix ajudar Francisquita, fins i tot amb el risc d'embullar-ho tot.

## Repartiment
- Mirtha Legrand com Doña Francisquita.
- Armando Calvo com Fernando.
- Antonio Casal com Cardona.
- Manolo Morán com Lorenzo.
- Emma Penella com Aurora 'La Beltrana'.
- Julia Lajos com Doña Francisca.
- José Isbert com Mestre Lambertini.
- Jesús Tordesillas com Don Matías.
- Ángel Álvarez com un senyor.
- Antonio Riquelme com Pepe.

## Premis
La pel·lícula va aconseguir un premi econòmic de 400.000 ptes, als premis del Sindicat Nacional de l'Espectacle de 1952.